# Flughafen Araçatuba

i7
i11
i13
Der Staatsflughafen Araçatuba–Dario Guarita (portugiesisch Aeroporto Estadual de Araçatuba–Dario Guarita, IATA-Code: ARU, ICAO-Code: SBAU) ist der Flughafen der Stadt Araçatuba, São Paulo in Brasilien.
Er wird seit 2021 von dem Konsortium ASP betrieben.

## Geschichte
Der Flughafen wurde 1956 eröffnet.
1991 wurde das Flughafengebäude renoviert.
Am 15. Juli 2021 gewann das Konsortium Consorcium Aeroportos Paulista, bestehend aus den Unternehmen Socicam und Dix, eine Konzession zum Betrieb des Flughafens für 30 Jahre.

## Fluggesellschaften und Ziele
Von Araçatuba bietet die Azul Linhas Aéreas Flüge nach Campinas an. Saisonal werden auch Maceió und Porto Seguro angeflogen.
Gol Linhas Aéreas bietet Flüge nach São Paulo–Congonhas an.

## Verkehrszahlen
Im Jahr 2019 verzeichnete der Flughafen 10.423 Flugbewegungen. Dabei wurden 115.671 Passagiere befördert.

## Zwischenfälle
- 7. Oktober 1983 – Eine Embraer EMB 110C der TAM Airlines (Luftfahrzeugkennzeichen PP-SBH ) von Campo Grande kommend, zerschellte kurz vor der Landebahn von Araçatuba, nachdem sie diese schon zwei Mal verfehlt hatte. Sieben der 15 Insassen starben.[3][4]